# Farynala smuga
Farynala smuga är en insektsart som beskrevs av Irena Dworakowska 1977. Farynala smuga ingår i släktet Farynala och familjen dvärgstritar. Inga underarter finns listade i Catalogue of Life.